# Charles Halford
Charles Halford (Salt Lake City, 28 febbraio 1980) è un attore statunitense.

## Biografia
Halford ha iniziato la sua carriera nel 2001 e da allora ha ricoperto parti minori in decine di film e serie televisive, tra cui i film per la televisione Folletti si nasce (The Luck of the Irish) e Un papà da salvare (Dadnapped), il film Darling Companion e la serie televisiva Constantine, di cui ha fatto parte del cast principale nel ruolo di Chas Chandler.
Dal 2021 al 2023 ha interpretato Big John Routledge nella serie TV Outer Banks.

## Filmografia parziale

### Cinema
- Indian - La grande sfida (The World's Fastest Indian), regia di Roger Donaldson (2005)
- American Pastime, regia di Desmond Nakano (2007)
- The Cell 2 - La soglia del terrore (The Cell 2), regia di Tim Iacofano (2009)
- Waiting for Forever, regia di James Keach (2010)
- Darling Companion, regia di Lawrence Kasdan (2012)
- La truffa dei Logan (Logan Lucky), regia di Steven Soderbergh (2017)
- Armed, regia di Mario Van Peebles (2018)
- 7 sconosciuti a El Royale (Bad Times at the El Royale), regia di Drew Goddard (2018)
- Panama Papers (The Laundromat), regia di Steven Soderbergh (2019) – non accreditato
- Joe Bell, regia di Reinaldo Marcus Green (2020)
- Kimi - Qualcuno in ascolto (Kimi), regia di Steven Soderbergh (2022)
- Horizon: An American Saga - Capitolo 1 (Horizon: An American Saga - Chapter 1), regia di Kevin Costner (2024)

### Televisione
- F.B.I. Protezione famiglia (Cover Me: Based on the True Life of an FBI Family) – serie TV, episodio 1x23 (2001)
- Folletti si nasce (The Luck of the Irish), regia di Paul Hoen – film TV (2001)
- Un papà da salvare (Dadnapped), regia di Paul Hoen – film TV (2009)
- Zeke e Luther (Zeke & Luther) – serie TV, episodio 2x16 (2010)
- Dark Blue – serie TV, episodio 2x07 (2010)
- The Event – serie TV, episodi 1x19-1x20-1x21 (2011)
- Body of Proof – serie TV, episodio 2x12 (2012)
- Agents of S.H.I.E.L.D. – serie TV, episodi 1x07-1x17 (2013-2014)
- Vegas – serie TV, episodio 1x12 (2013)
- True Detective – serie TV, episodi 1x03-1x05 (2014)
- Constantine – serie TV, 10 episodi (2014-2015)
- NCIS: Los Angeles – serie TV, episodio 6x20 (2015)
- Law & Order - Unità vittime speciali (Law & Order: Special Victims Unit) – serie TV, episodi 16x15-16x23 (2015)
- Supergirl – serie TV, episodio 1x07 (2015)
- The Night Shift – serie TV, episodi 3x12-3x13 (2016)
- Lucifer – serie TV, episodio 2x07 (2016)
- Rectify – serie TV, 4 episodi (2016)
- Blindspot – serie TV, episodio 2x12 (2017)
- The Walking Dead – serie TV, episodi 8x04-8x05 (2017)
- Rapunzel - La serie (Tangled: The Series) – serie animata, 10 episodi (2017-2020) – voce
- Outer Banks – serie TV, 14 episodi (2020-2023)

#### Videogiochi
- Konstantin in Tomb Raider[1]

## Doppiatori italiani
Nelle versioni in italiano delle opere in cui ha recitato, Charles Halford è stato doppiato da:
- Alberto Bognanni in Un papà da salvare, True Detective
- Massimo Bitossi in Constantine, Outer Banks
- Stefano Alessandroni in The Walking Dead, Joe Bell[2]
- Mauro Magliozzi in Agents of S.H.I.E.L.D.
- Achille D'Aniello in NCIS: Los Angeles[3]
- Dario Oppido in Law & Order - Unità vittime speciali
- Fabrizio Temperini in Supergirl
- Pierluigi Astore in Lucifer
- Simone Mori in Blindspot
- Antonio Palumbo in La truffa dei Logan
- Dario Follis in 7 sconosciuti a El Royale
- Luca Ghignone in Horizon: An American Saga - Capitolo 1

Da doppiatore è sostituito da:
- Renzo Ferrini ne Injustice 2, Immortals of Aveum
- Massimiliano Lotti in Tomb Raider[4]